# Mental Models
Mô hình tâm trí  là một cuốn sách được xuất bản của Lawrence Erlbaum cùng cộng sự trong năm 1983 ISBN 0-89859-242-9. Nó đã được chỉnh sửa bởi Dedre Gentner và Albert L. Stevens, cả nhân viên của Bolt, Beranek và Newman, Inc. Vào thời điểm đó. Nó xuất hiện về cùng một thời gian như một cuốn sách bằng cùng tên của Philip Johnson-Laird. Theo sự thừa nhận của cuốn sách, nó dẫn đến từ một hội thảo mô hình tâm trí tổ chức tại Đại học California, San Diego trong tháng 10 năm 1980, mà đã được cùng tài trợ bởi các văn phòng của Nghiên cứu Hải quân và các Sloan.

## Chương
1. Một số quan sát trên tinh Thần Mô — Donald A. Norman, đại học
Tiến sĩ Norman mô tả chỗ ở của tâm thần mô — đó họ có thể được mâu thuẫn nhau, không đầy đủ, mê tín dị đoan, sai, và không ổn định, thay đổi thời gian. Vậy công việc trên hệ thống của các nhà thiết kế là để giúp đỡ người mẫu chính xác và tinh thần hữu ích mô hình của một hệ thống. Và các công việc của các nhà nghiên cứu để thiết lập các thí nghiệm để tìm hiểu để hiểu thực tế hình mẫu, mặc dù họ có thể lộn xộn và không đầy đủ.
2. Hiện tượng và sự Tiến hóa của trực Giác — Andrea diSessa, MIT
3. Người máy đại diện và ánh xạ: Hai Loại Mô hình khái Niệm cho tương Tác, thiết Bị — Richard M. Trẻ Đồng Nghiên cứu Y học, tâm Lý học ứng Dụng đơn Vị, Cambridge, England
4. Tính lý Luận Về không Gian và chuyển Động — Kenneth D. Forbus, MIT
5. Vai trò của vấn Đề đại Diện vật Lý — Jill H. Larkin, Carnegie Mellon
6. Chảy Nước hoặc Đầy ắp đám Đông:hình Mẫu của Điện — Dedre Xám, Bolt Beranek và Newman, và Donald R. Xám, đại học
7. Con người, lý Luận Về một đơn Giản vật Lý Hệ thống — Michael D. Williams, Xerox PARC, James D. tình công cộng và Albert L. Stevens, Tia Beranek và Newman
8. Giả định và mơ hồ trong máy móc tâm Thần Mô — Johan de Kleer và John Seely Nâu, Xerox PARC
9. Hiểu Micronesia Hướng — Edwin HutchinsHải quân Nhân viên Nghiên cứu và phát Triển trung Tâm
10. Khái niệm Nhân — James G. Greeno, Đại học Pittsburgh
11. Bằng cách sử dụng những Phương pháp của Sợi trong Mecho để Tính bán kính của hồi chuyển — Alan Bundy, Đại học của Edinburgh
12. Khi sức nóng và nhiệt độ là một - Marianne Wiser và Susan Carey, MIT
13. Lý thuyết ngây thơ của chuyển động — Michael McCloskey, Đại học Johns Hopkins
14. Một Mô hình khái Niệm thảo Luận của Galileo và Sử dụng trực giác của vật Lý học Sinh — John Clement, Đại học của Massachusetts

## Tư tưởng
Khi hành Mô hình tâm trí nhận được đánh giá từ tạp chí chẳng hạn như nhà nhân chủng Học người Mỹ . Journal of Psychology|Tạp chí Tâm lý Mỹ Lưu trữ ngày 14 tháng 10 năm 2015 tại Wayback Machine xem xét công việc, nói rằng nó sẽ được quan tâm đến "những ai có liên quan với cái gì mới trong khoa học nhận thức". Dạy Học cũng đã viết một xét, viết "Mô hình tâm trí  thành công như một giới thiệu các mạnh mẽ, đa ngành tấn công vào các thanh tao vấn đề xung quanh kiến thức đại diện. Cho dù tâm thần sẽ chứng minh dũng khí của họ trong trần thế, thiết lập của hướng dẫn các ứng dụng vẫn còn một câu hỏi mở."

## Link ngoài
- Xem trước.